# Аргентина на зимових Олімпійських іграх 1976
Аргентина на зимових Олімпійських іграх 1976 року, які проходили в австрійському Інсбруку, була представлена 8 спортсменами (усі чоловіки) у двох видах спорту: гірськолижний спорт та лижні перегони.
Аргентина всьоме взяла участь у зимовій Олімпіаді. Аргентинські спортсмени не здобули жодної медалі.

## Гірськолижний спорт
| Спосртсмен               | Дисципліна                   | Спуск 1 | Спуск 1 | Спуск 2 | Спуск 2 | Разом   | Разом |
| Спосртсмен               | Дисципліна                   | Час     | Місце   | Час     | Місце   | Час     | Місце |
| ------------------------ | ---------------------------- | ------- | ------- | ------- | ------- | ------- | ----- |
| Адріан Ронкальйо         | швидкісний спуск, чоловіки   |         |         |         |         | DNF     | –     |
| Карлос Альберто Мартінес | швидкісний спуск, чоловіки   |         |         |         |         | 1:54.62 | 47    |
| Хуан Ангел Олівіері      | швидкісний спуск, чоловіки   |         |         |         |         | 1:52.76 | 39    |
| Луїс Росенкхер           | швидкісний спуск, чоловіки   |         |         |         |         | 1:50.87 | 31    |
| Хуан Ангел Олівіері      | гігантський слалом, чоловіки | 2:01.08 | 63      | DNF     | –       | DNF     | –     |
| Адріан Ронкальйо         | гігантський слалом, чоловіки | 2:00.16 | 62      | 2:00.46 | 40      | 4:00.62 | 42    |
| Карлос Альберто Мартінес | гігантський слалом, чоловіки | 1:56.03 | 52      | DNF     | –       | DNF     | –     |
| Луїс Росенкхер           | гігантський слалом, чоловіки | 1:53.98 | 41      | 1:54.18 | 32      | 3:48.16 | 32    |
| Луїс Росенкхер           | слалом, чоловіки             | DNF     | –       | –       | –       | DNF     | –     |
| Вальтер Деї Веккі        | слалом, чоловіки             | DNF     | –       | –       | –       | DNF     | –     |
| Карлос Альберто Мартінес | слалом, чоловіки             | n/a     | ?       | DNF     | –       | DNF     | –     |
| Хуан Ангел Олівіері      | слалом, чоловіки             | 1:05.90 | 26      | DNF     | –       | DNF     | –     |

## Лижні перегони
| Дисципліна       | Спортсмен           | Дистанція  | Дистанція |
| Дисципліна       | Спортсмен           | Час        | Місце     |
| ---------------- | ------------------- | ---------- | --------- |
| 15 км (чоловіки) | Матіас Хосе Херман  | DNF        | –         |
| 15 км (чоловіки) | Мартін Томас Херман | 1'00:07.39 | 74        |
| 15 км (чоловіки) | Маркос Луїс Херман  | 53:43.34   | 71        |
| 30 км (чоловіки) | Маркос Луїс Херман  | 1'50:06.99 | 65        |